# Greg Palast

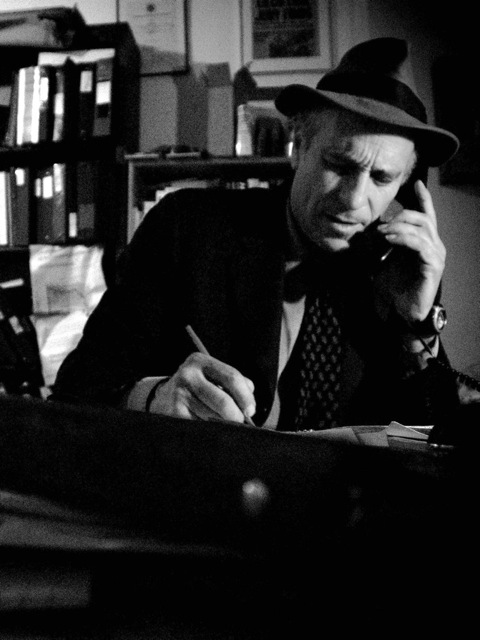
Greg Palast ve své newyorské kanceláři

Gregory Allyn "Greg" Palast (* 26. červen 1952) je americký nezávislý investigativní novinář, reportér, který se tematicky zaměřuje na přečiny korporací oproti běžným občanům a volebním právem, mezi další témata jeho novinářské práce patří odbory a ochrana spotřebitele.
Často spolupracuje s BBC, v níž od roku 2000 přispíval do její série Newsnight; z tištěných médií píše pro The Guardian, The Observer; dále napsal půl tuctu knih a objevil se jako respondent v několika dokumentárních filmech.
Narodil se v Los Angeles, ale vyrůstal v San Fernando Valley. Navštěvoval polytechnickou střední školu Johna H. Francise, poté University of California v Los Angeles a Berkeley a University of Chicago, jíž absolvoval v roce 1974 s titulem B. A. z ekonomie a o dva roky později s titulem MBA z administrativy. V současné době žije a pracuje v New York City.

## Novinářská kariéra

### 1988: Long Island Lighting Company
V roce 1988 Palast odkryl účetní podvody společnosti Stone & Webster a zejména Long Island Lighting Company (LILCO) v zakázce projektu jaderné elektrárny Shoreham Nuclear Power Station.

### 1998: LobbyGate
V roce 1998 se Palast vydával za amerického byznysmena s vazbami na tehdy mocnou energetickou společnost Enron a snažil se proniknout do přízně britské Labour Party. Podařilo se mu nahrát sérii rozhovorů se tamními straníky Derekem Draperem a Jonathanem Mendelsohnem o tom, jak by mu mohli za úplatek přihrát přístup k ministrům tehdejší vlády, sehnat předběžné a pro veřejnost nepřístupné kopie citlivých zpráv a vytvořit daňové úlevy pro jeho (Palastovy) klienty.

### 2000: Prezidentské volby
Po prezidentských volbách roku 2000 Palast zjistil úzkou spolupráci Bushovy kampaně s Karlem Rovem, s republikánským národním grémiem, s tajemnicí státu Florida Katherine Harris a firmou CheckPoint, která měla prověřovat seznamy voličů v několika klíčových státech, včetně Floridy, kde nezákonně zabránila volit desetitisícům voličů z neopodstatněných důvodů, např. proto, že se jejich příjmení a iniciála jména shodovala s někým, kdo spáchal federální zločin, a z toho důvodu mu bylo zamezeno volit.
K tématu voleb resp. upírání tohoto práva občanům (ať už prezidentských, guvernérských, primárek apod.) se Palast vrátil písemnou či audiovizuální reportáží i v následujících letech.

### 2007: Vulture funds
Od roku 2007 se Palast zaměřil na tzv. vulture funds (supí fondy) ve Velké Británii a USA – soukromé hedgeové fondy, v rámci nichž společnosti kupují dluhy v chudých oblastech a spolu s tím i kontrolu nad řízením přísunu pomoci od státu a charity.

## Knihy
- The Best Democracy Money Can Buy. London: Pluto Press. 2002. ISBN 0-452-28391-4.
- Greg Palast; Oppenheim, Jerrold; MacGregor, Theo (2002). Democracy and Regulation. London: Pluto. ISBN 0-7453-1943-2.
- Armed Madhouse. New York, NY: Dutton. 2006. ISBN 0-525-94968-2.
- Vultures' Picnic. New York: Dutton. 2011. ISBN 978-0-525-95207-7.
- Billionaires and Ballot Bandits: How to Steal an Election in 9 Easy Steps. New York: Seven Stories Press. 2012. ISBN 978-1-609-80478-7.
- The Best Democracy Money Can Buy: A Tale of Billionaires & Ballot Bandits. New York: Seven Stories Press. 2016. ISBN 978-1609807757.